# Hôtel Lecomte de Latresne
L’hôtel Lecomte de Latresne est un hôtel particulier situé au no 8, rue Cheverus à Bordeaux, dans le département français de la Gironde, en région Nouvelle-Aquitaine.
Il est construit entre 1754 et 1756, à la demande de Jean-Baptiste Lecomte, marquis de Latresne, par l’architecte André Portier. 
L’hôtel a notamment été occupé, de 1944 à 2001 par le quotidien Sud Ouest, et est aujourd’hui une propriété privée abritant des appartements en location et une agence d’architectes d’intérieur.

## Histoire

### Un premier hôtel particulier du XVIe siècle
Sur le terrain où s’élève aujourd’hui cet édifice, se trouvait un ancien hôtel particulier datant de 1575. Il appartenait à la famille Dussault de Saint-Laurent, qui avait acheté le terrain, par transaction passée chez Me Sixte Gay, le 7 août 1574.

### Reconstruction de l'hôtel au XVIIIe siècle
Cet ancien hôtel passe ensuite, par alliance, à la famille du Fayet, pour arriver entre les mains de Jean-Baptiste Lecomte de Latresne, par le biais de la dot de sa femme Marie-Marguerite du Fayet, qu’il épouse en 1719.
Les Lecomte sont de grands propriétaires et producteurs de vins du Médoc au XVIIIe siècle : ils sont copropriétaires du château Haut-Brion et possèdent de « multiples métairies et de beaux vignobles » dans les palus d’Ambès et de Bassens. C'est également une des plus grandes familles parlementaires de Bordeaux.
Jean-Baptiste Lecomte doit attendre la disparition de sa belle-mère, Marie Dussault de Saint-Laurent, en 1739, pour prendre pleinement possession de l'hôtel. Cette même année, il fait raser la demeure et commande la construction d’un nouvel édifice à l’architecte de renom, André Portier, notamment architecte des nombreuses portes de la ville. Pour constituer le paiement de ce marché, le marquis avait déjà vendu plusieurs de ses propriétés entre 1738 et 1740, pour une somme totale d’environ 38 000 livres, plus les 100 000 livres qui accompagnait la dot de son épouse. En 1737, cette dernière avait également hérité de 85 000 livres, par son oncle, le marquis Pierre-Antoine de Fayet, gouverneur et lieutenant général pour le Roy des îles françoises de l’Amérique sous le vent, disparu la même année à Saint-Domingue. L’hôtel n’est toutefois réalisé qu’à partir de 1754 et terminé deux ans plus tard.
En 1765, le marquis meurt dans l’hôtel qui revient alors à son épouse, laquelle y réside jusqu’à son décès le 27 septembre 1782. Par testament du 6 mai 1782, elle lègue ses biens à son neveu, le marquis Jean-Alain Catherine de Fayet.
Ce dernier se sépare de l’hôtel, le 7 avril 1783, en faveur de Jean-Charles d’Augeard, seigneur de Tiregand, conseiller du Roi et président à mortier au parlement de Bordeaux, pour la somme de 135 000 livres.

### Sous séquestre pendant la Révolution
Pendant la Révolution, les biens de ce dernier, notamment l’hôtel, sont mis sous séquestre, en raison de la fuite de son fils. L’hôtel, qui est alors sous la surveillance de Pierre Dubreuil, séquestre et régisseur de d'Augeard, est en piteux état extérieur, lorsque ce dernier en reprend possession avec son fils, à titre de pré-succession. Jean-Charles d’Augeard décède le 22 octobre 1804 (30 vendémiaire an XIII), et son fils acquiert la pleine propriété des lieux.
Le 28 février 1806, l’hôtel est vendu par ce dernier, à Candide Frédéric Antoine Grassi, docteur en médecine et membre du conseil général du département, pour la somme de 50 000 francs. En 1815, après son décès, l’hôtel revient à sa seule héritière, Jeanne Suzanne Casteja, qui s’en sépare le 11 décembre 1824, en faveur de deux négociants : les frères Gilles-Isidore et Pierre-Louis Lahens.

### Résidence de l'archevêque

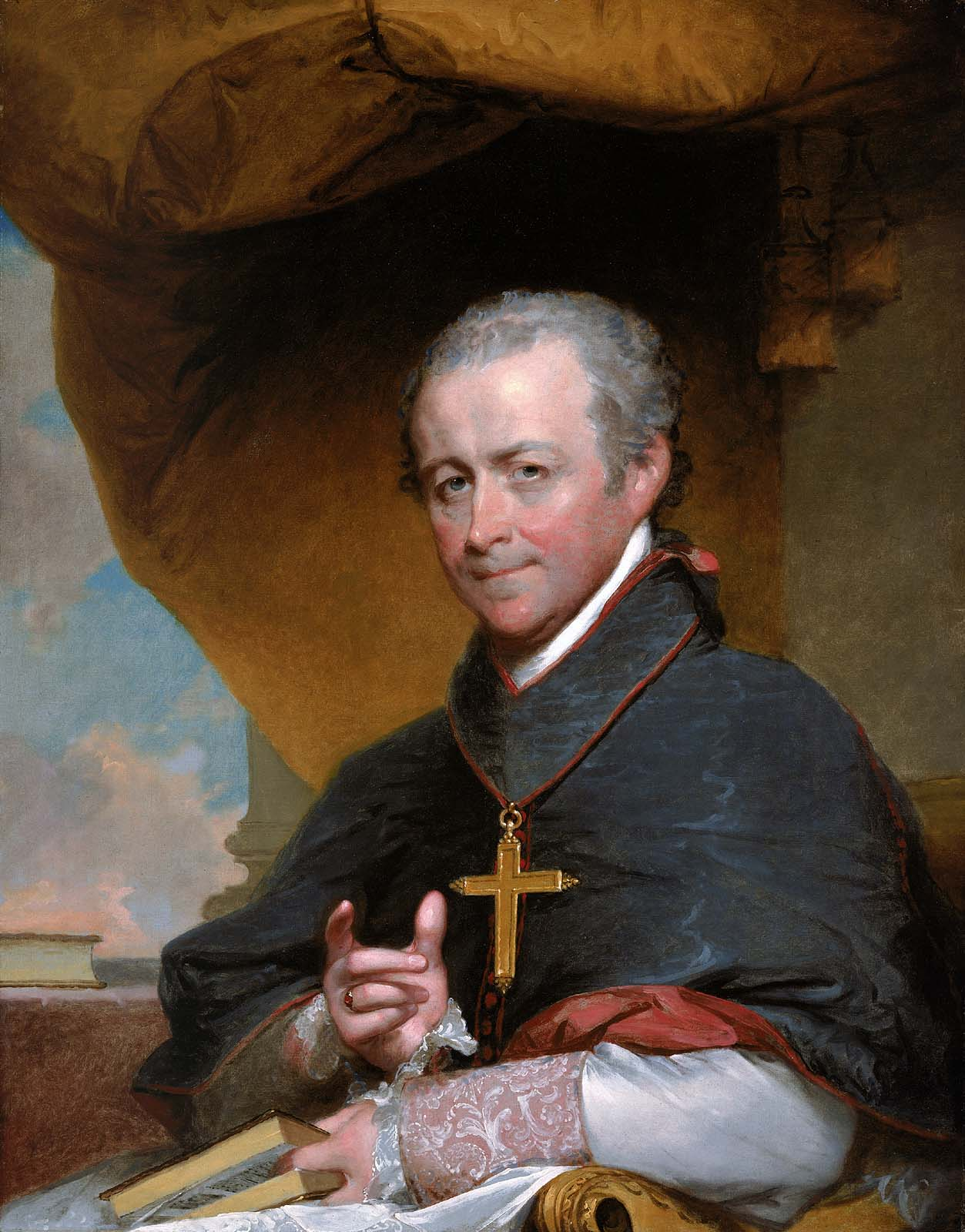
Le cardinal de Cheverus.

Deux ans et demi plus tard, ces derniers revendent leur bien au gouvernement français, qui y installe le palais archiépiscopal. Le premier locataire est Jean Lefebvre de Cheverus, archevêque de Bordeaux puis cardinal, qui y décédera le 19 juillet 1836. Son successeur, Ferdinand-François-Auguste Donnet, trouvant les lieux fort peu commodes et humides, décide, sur insistance auprès de monsieur de Mentque, préfet de la Gironde, de quitter les lieux et fait déplacer le palais dans l’hôtel de Nesmond, ancienne résidence du gouverneur de la ville.

### Installation du journalLa Gironde

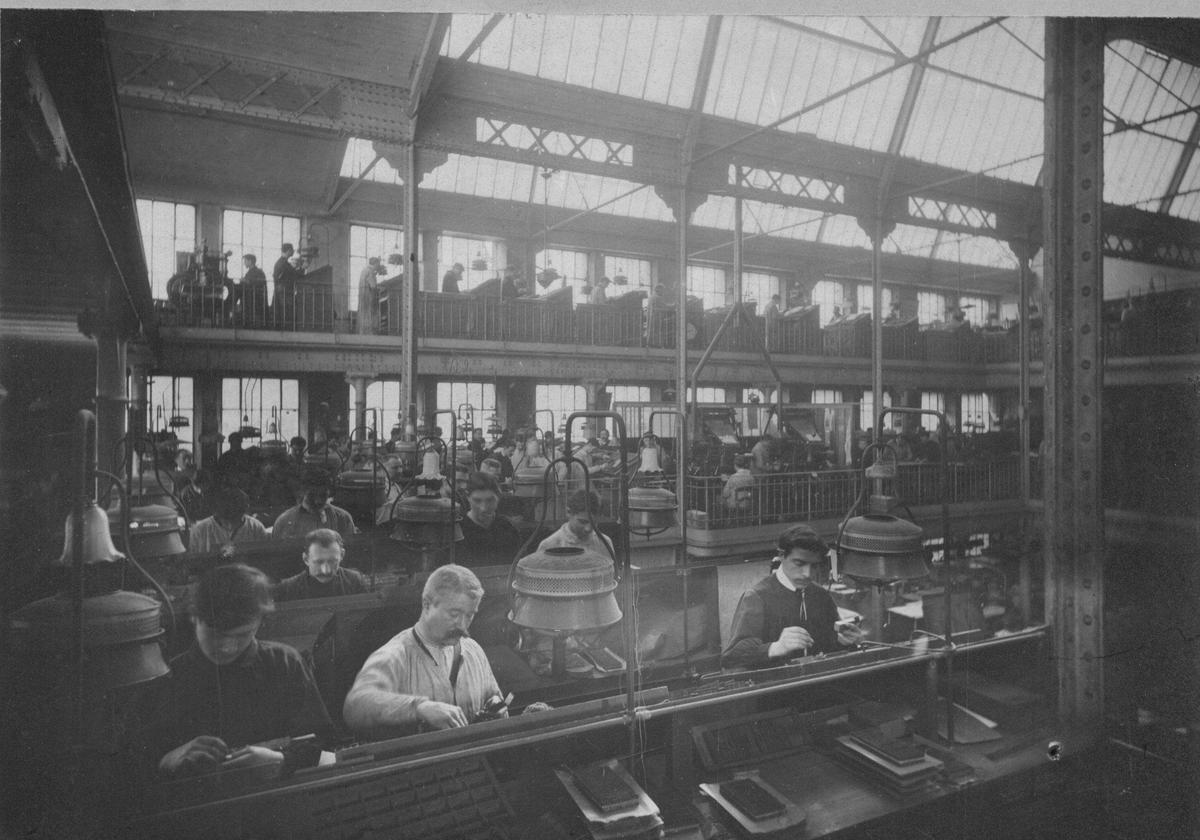
Atelier de composition du journal La Petite Gironde, rue des Cheverus, années 30.

Le 1er septembre 1859, l’hôtel est vendu à Élie Gustave Gounouilhou, imprimeur et propriétaire du journal La Gironde depuis 1853, puis de La Petite Gironde en 1872. Le jardin de l’hôtel se retrouve alors complément loti d’un immense hangar abritant le vaste atelier d’impression.

En 1939, Marcel, petit-fils du précédent, décède sans postérité et “La Petite Gironde” devient Sud Ouest en 1944, sous la direction de son premier rédacteur en chef, Jacques Lemoîne.

### Immeuble de rapport depuis 2009
En 2001, l'imprimerie du journal quitte l’hôtel en 2001 pour un nouveau site quai de Brazza, et le siège social déménage à son tour en 2009 pour s'installer quai des Queyries. C’est à partir de ce moment que l'hôtel est revendu et devient un immeuble de rapport, divisé en appartements.
En 2012, après une inscription au monuments historiques, l’hôtel est entièrement réhabilité et restauré en 2019-2020, et reste encore aujourd’hui divisé en appartements, à l’exception du vaste appartement du rez-de-chaussée du bâtiment principal, qui abrite une agence d’architectes d’intérieur.

## Description
Le bâtiment est à l’origine en forme de H. Les sculptures extérieures, mascarons, et frontons sont l’œuvre du sculpteur Claude-Clair Francin, tandis que les décors intérieurs, notamment tous les dessus-de-porte, sont l’œuvre du peintre Claude Joseph Vernet.
Selon un état des lieux dressé en juillet 1858, ces deux ailes donnant sur la cour, abritent , pour celle de gauche, une chapelle et ses dépendances et pour celle de droite, des pièces à usage divers et le logement du concierge.
Le corps de logis principal, on trouve alors, au rez-de-chaussée, un vaste vestibule et son escalier, un salon de réception, un salon de compagnie, une salle à manger attenante à une cuisine et son office, une chambre à coucher et son cabinet de toilette. Au premier étage, sont les appartements de maitre et leur dépendances et enfin, sous les combles, se trouvent les logements des domestiques, un grenier et un fruitier.
Deux ailes, en retour sur le jardin, détruites lors de l’installation de l’imprimerie, abritent, pour celle de droite, le long de la rue Guiraude, les remises et écuries, et dans celle de gauche, sur caves, se trouve une volière et autres remises, donnant sur l'impasse Sainte-Catherine.
En 1860, la majorité de la surface du jardin est amputé par la construction de hangars destiné à abriter les machines de l’imprimerie. De nos jours, en lieu et place de ces hangars, se trouve la Promenade Sainte-Catherine.

## Protection
L’hôtel est inscrit aux monuments historiques dans sa totalité, par arrêté du 29 novembre 2012.